# 張雨生大兵日記
《張雨生大兵日記》是台灣漫畫家曾正忠的漫畫作品。描述台灣歌手張雨生入伍從軍的新聞作為題材所發表的四格漫畫作品，

## 簡介
《張雨生大兵日記》為曾正忠以1989年台灣歌手張雨生入伍從軍的新聞作為題材所發表的四格漫畫作品，內容以張雨生在營區和各級長官、同袍所發生的各種趣味事件為主。起初於漫畫雜誌《星期漫畫》上發表，後續一共發行了三集單行本。

## 登場人物
張雨生
以實際存在歌手為範本的角色，本作品主角。身材不高，但聲音高亢。常在軍營裡發生各種烏龍狀況而遭殃。
因身為歌手而擅長歌唱，也有能用嘴吞槍的專長。
芭樂班長
張雨生的班長，為作品第一男配角。
帶兵嚴謹的鐵漢，但有喜歡看《星期漫畫》（連載本作品的雜誌）的嗜好，喜歡軍中福利社的女店員阿蘭。
鐵齒班長
外貌「大門牙」的班長，曾創下在軍隊除夕晚會用門牙連開十二瓶黑松汽水的紀錄。偶有在睡夢中大喊全體成員『起床！』的毛病。
老鼠班長
有喜歡躲在廁所裡偷聽別人講八卦新聞的習慣，是軍營裡政戰官獲取各種情報的來源。
連長
外號『嚴厲的老爸』的上尉，偶有跑錯連隊的情況。
政戰官
外號『慈祥的大媽』，喜愛念佛經。喜愛將政戰採用『藝術化』的表現。
營長
營區內最高階級長官，張雨生的歌迷。
007
張雨生的同袍之一，有口吃、反應慢的毛病，喜愛從事乩童的行為，崇拜的團體為義和團。
高伙房
一名記憶力差而被調到廚房的老兵，常感慨自己遭遇而欲尋求知音，和軍犬TATAMI是奇妙的組合。
TATAMI
體型巨大的軍犬。外貌看似性格兇猛，但常有被其它小動物嚇跑的情況。
名字和外型貌似曾正忠的另一部漫畫作品《無膽狗熊TATAMI》裡頭的狗角色『TATAMI』。
阿蘭
軍中福利社之花，外貌為林青霞模樣的臉蛋、鄒美儀模樣身材的女子，芭樂班長心儀的對象。
阿三
號稱「波斯灣之虎」，阿拉伯世界的石油大王，曾綁架張雨生。
以當時伊拉克總統海珊為範本的角色。